# Fiat 1300 a 1500
Fiat 1300 a Fiat 1500 jsou automobily, které vyráběla italská automobilka Fiat od roku 1961 do roku 1967. Nahradily modely Fiat 1400 a Fiat 1200 včetně provedení kupé, kabriolet a roadster. Modely 1300 a 1500 jsou v podstatě identické, kromě použitého motoru, jak je naznačeno již ve jméně modelu. Fiat 1300 používá motor o objemu 1295 cm³ s výkonem 60 koní (45 kW) při 5000 ot./min. Fiat 1500 má objem 1481 cm³ a výkon 73 koní (54 kW) při 5400 ot./min. Oba motory mají prakticky stejnou konstrukci, jsou to řadové čtyřválce s rozvodem OHV.
Základními provedeními jsou čtyřdvéřový sedan a pětidvéřové kombi. Vyráběly se též jako dvoudvéřový kabriolet a dvoudvéřové kupé, které však s ostatními modely sdílely jen málo komponent, kromě motoru o objemu 1481 cm³ (dvoudvéřové verze se prodávaly pouze se silnějším motorem). Karoserie modelů kupé a kabriolet (design Pininfarina) byla převzata téměř beze změn z předchozího modelu Fiat 1200.
Obě základní verze (Fiat 1300 a 1500 sedan nebo kombi) měly původně zcela shodné rozměry s rozvorem 2425 mm, ale od roku 1964 byl rozvor Fiatu 1500 zvýšen o 80 mm na 2505 mm a celková délka narostla o 100 mm na 4130 mm. Tato delší verze dostala označení Fiat 1500 C, měla také vyšší výkon motoru (75 koní) a různé další méně patrné rozdíly, např. výkonnější brzdy nebo větší zadní světla.
Modely 1300 a 1500 a jejich odvozeniny se licenčně vyráběly také v řadě dalších zemích (podrobněji Verze jiných výrobců níže): v tehdejší Jugoslávii v automobilce Zastava, v Německu ve společnosti Neckar Automobil AG, v Jihoafrické republice, ve Španělsku v automobilce SEAT a také v Polsku (zde šlo o kombinaci dvou modelů).
Výroba modelu 1300 byla ukončena v roce 1966, kdy byl nahrazen modelem Fiat 124, model 1500 byl nahrazen v roce 1967 modelem Fiat 125. Celkem bylo vyrobeno 1 900 000 kusů obou modelů dohromady.

## Fiat 1500 L/1500 Taxi
Tyto modely jsou v podstatě Fiat 1800, ale jsou osazeny motorem z Fiatu 1500, proto jsou v nomenklatuře Fiatu označovány jako Fiat 1500. Taxi verze se začala vyrábět v roce 1962 a výkon motoru (s ohledem na charakter provozu vozů taxi) byl snížen ze 73 koní na 60 koní (45 kW).
Naproti tomu model Fiat 1500 L (z italského Lunga znamenající dlouhý) měl zpočátku motor o stejném výkonu jako jiné verze s motorem 1500 (54 kW), ale v roce 1964 byl motor upraven a jeho výkonu se zvýšil na 75 koní (56 kW). Stejný motor se potom používal také v modelu Fiat 1500 C.

## Verze jiných výrobců

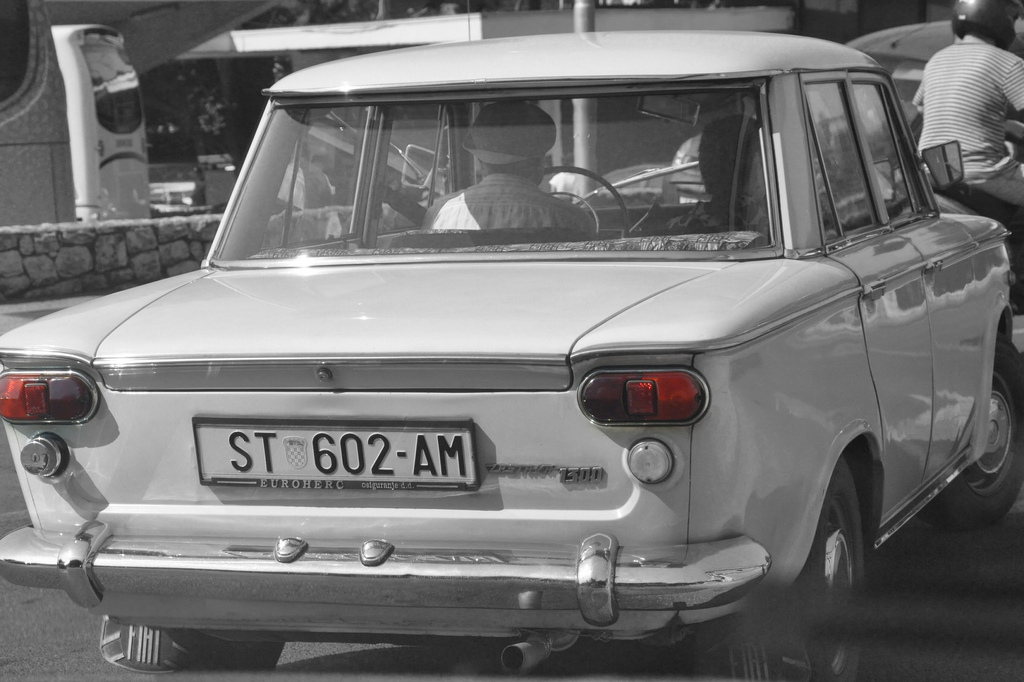
Zastava 1300 v Chorvatsku

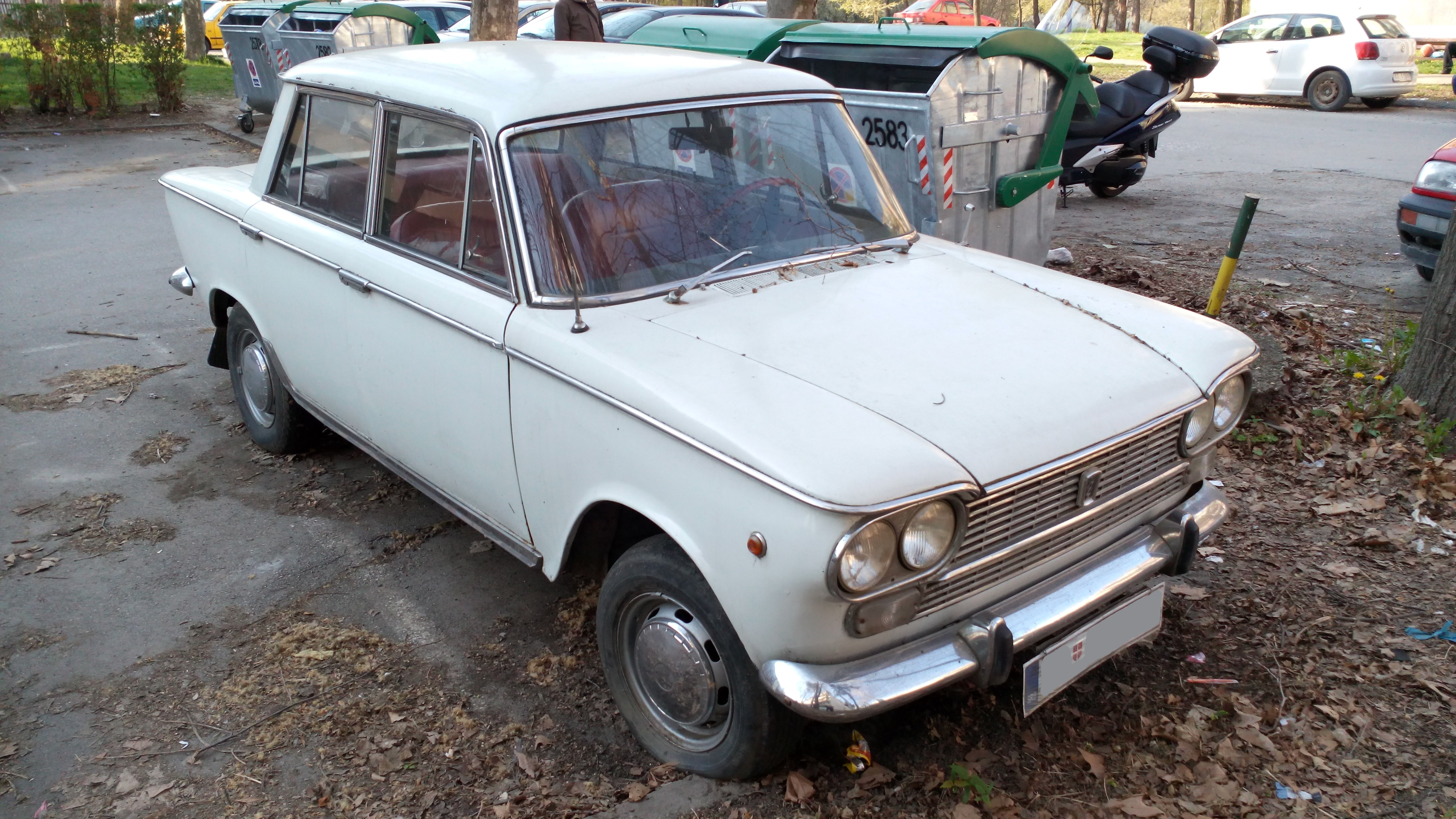
Zastava 1300 DeLuxe v Srbsku

### Zastava 1300 a 1500
Jugoslávská automobilka Zastava ve městě Kragujevac (nyní Srbsko), která s Fiatem úzce spolupracovala, licenčně vyráběla oba modely pod značkami Zastava 1300 a Zastava 1500. Zastava pokračovala ve výrobě modelu 1300 i poté, když Fiat již zastavil jeho výrobu. Během sedmdesátých let 20. století Zastava provedla na modelu různé úpravy a přidala lepší vybavení, tyto modely byly označeny DeLuxe a 1300E. Výroba byla ukončena až v prosinci 1979.
Od roku 1961 bylo celkem vyrobeno 201 160 kusů. Vůz měl přezdívku Tristać (Trista znamená v srbském jazyce 300). S kotoučovými brzdami na všech kolech, pohonem zadních kol, poměrně silným motorem a maximální rychlostí 155 km/h byl Tristać v Jugoslávii považován za oblíbené luxusnější auto. Od roku 1969 se Zastava 1300 montovala také v automobilce Leonidas Lara (později se jmenovala Compañía Colombiana Automotriz v Kolumbii, ve městě Bogotá.

### Polski Fiat 125p

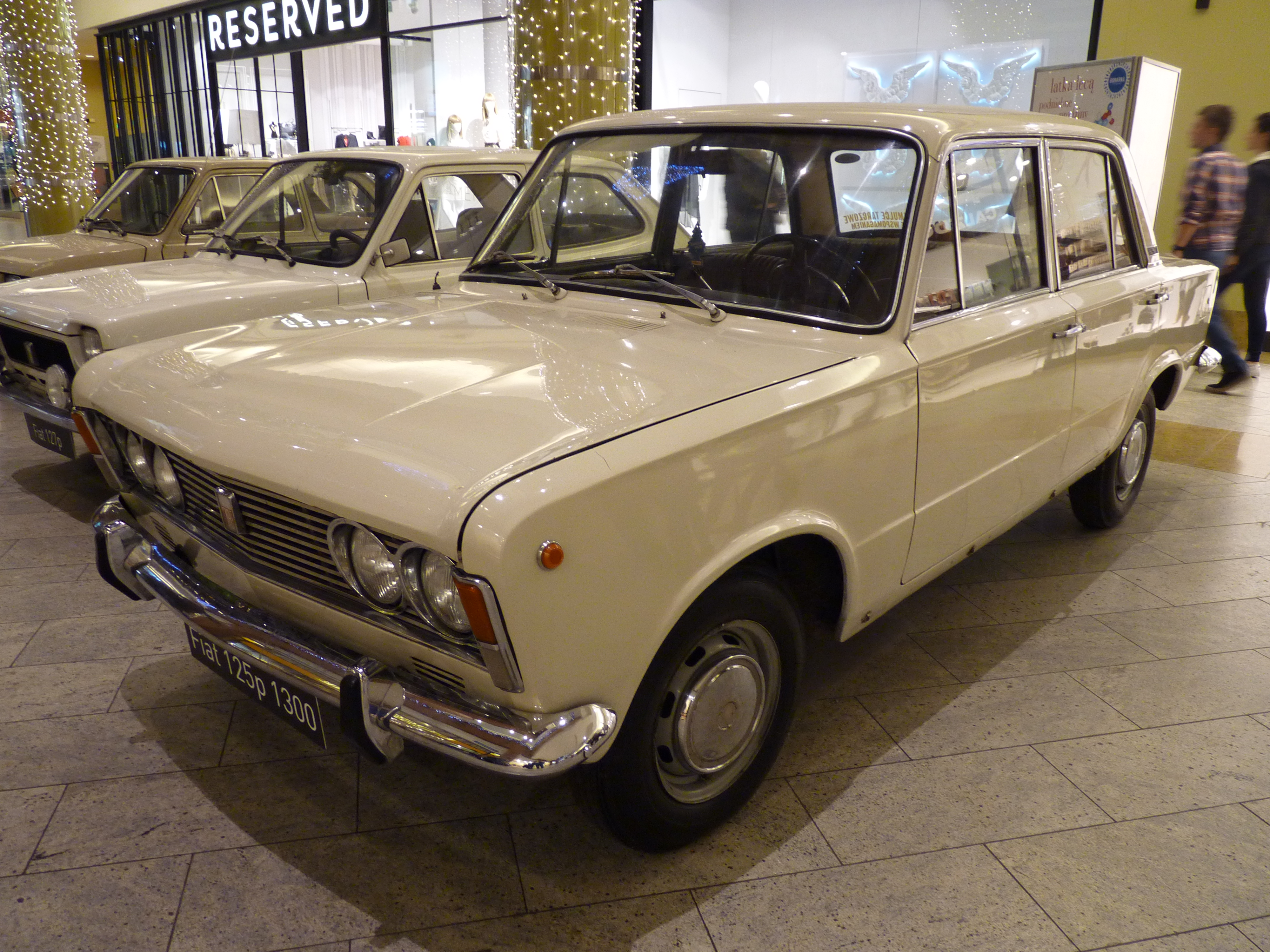
Polski Fiat 125p 1300 na výstavě „XXX lat motoryzacji PRL” v Krakově

Vzhledem k označení se mnoho lidí domnívá, že jde o licenční ekvivalent modelu Fiat 125. Ve skutečnosti je tento model, vyráběný polskou automobilkou Fabryka Samochodów Osobowych, vytvořený kombinací karosérie Fiatu 125, interiéru a mechanických částí (motory, převodovky, zavěšení a další podvozkové komponenty) Fiatu 1300/1500.
Výroba v Polsku začala v roce 1967 (tedy v době, kdy v Itálii výroba Fiatu 1500 již končila), zpočátku se vyráběla jen verze s motorem 1300, silnější verze 1500 až od roku 1969, kombi se vyrábělo od roku 1971. V roce 1973 se uskutečnil první významnější facelift (pro tyto modely je charakteristická černá plastová mřížka chladiče a „zapuštěné“ kliky dveří) a také se začal vyrábět i pick-up. Později proběhly ještě další úpravy a model se vyráběl až do poloviny roku 1991. Celkem bylo vyrobeno 1 445 699 kusů, z toho přes 60 % bylo určeno na vývoz, mimo jiné i do tehdejšího Československa.

### Fiat 1500 Argentino

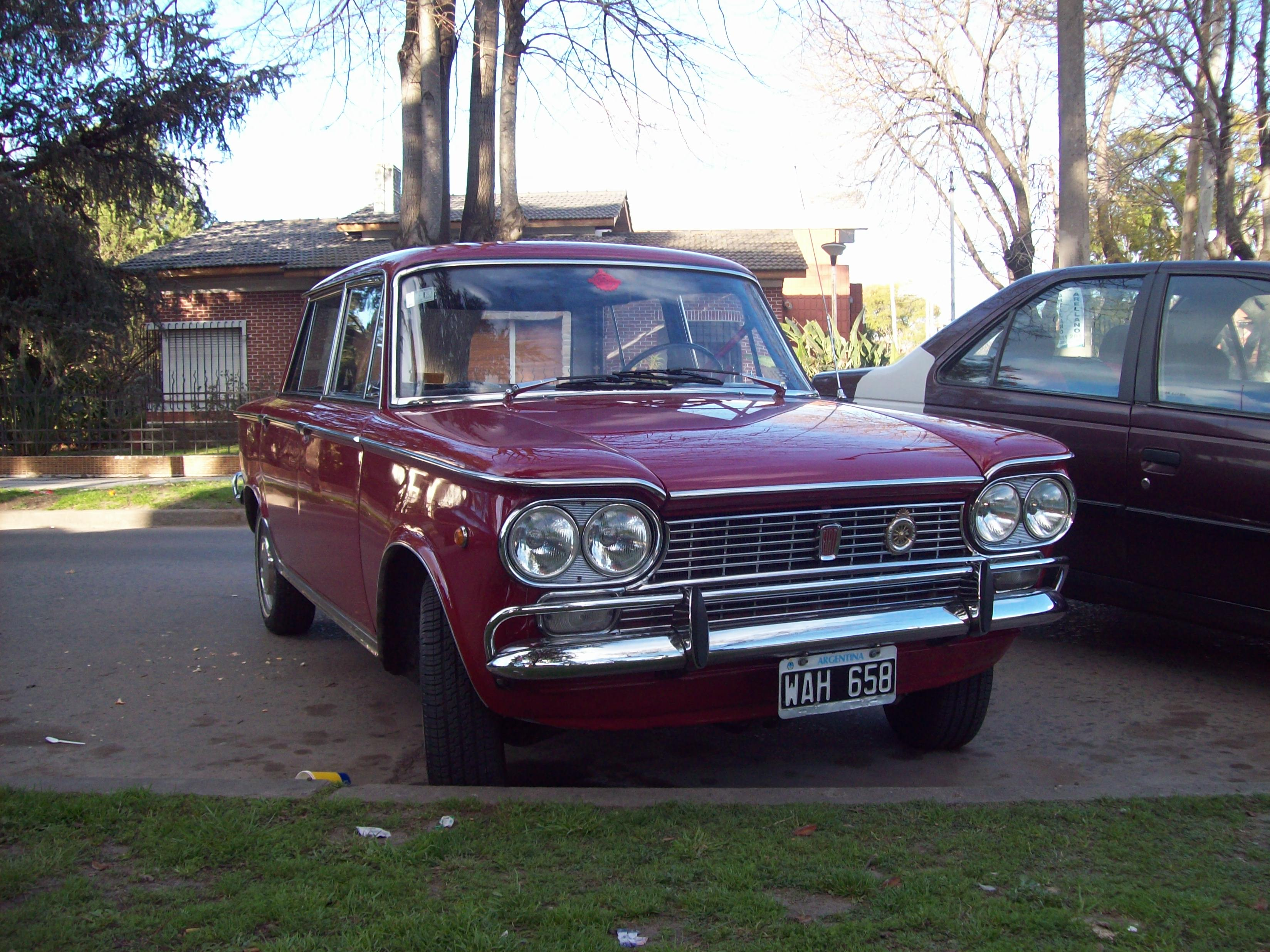
Fiat 1500 Argentino

Pro jihoamerický trh Fiat Concord vyráběl v Buenos Aires od roku 1963 verzi Fiatu 1500 pojmenovanou «Argentino». Tento model byl dostupný jako sedan, kombi a také v provedení pick-up se třemi sedadly v jedné řadě. Celkem se vyrobilo 123 059 kusů uvedených tří verzí.
Verze kupé, které bylo v Evropě vzácné, bylo v Argentině dost oblíbené a tak se ho vyrobilo 5228 kusů mezi roky 1966 a 1970. Toto čtyřsedadlové kupé se poněkud lišilo od verze vyráběné v Itálii a stalo se základem pro pozdější Fiat 1600 Sport, z kterého se později vyvinul model Fiat 125 Sport, který se vyráběl pouze v Argentině a z kterého již Fiat Concord nemusel platit (vysoké) licenční poplatky.

### Siata 1500 TS

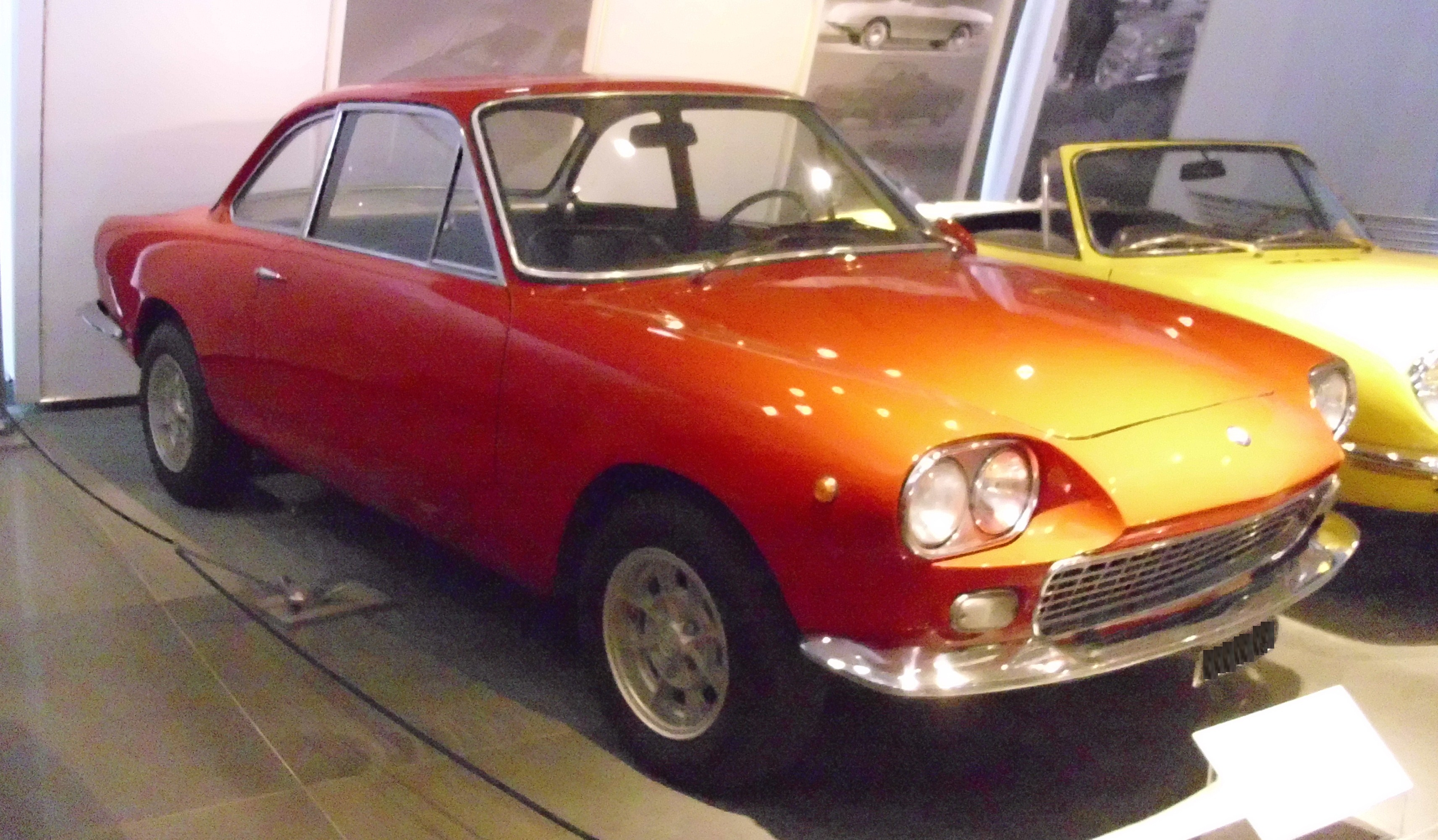
Siata 1500 TS Coupe 1963

Siata, italský výrobce tuningového příslušenství a speciálních vozidel, vytvořil model 1500 TS, který se od běžného modelu lišil stylistickými detaily, především však motorem, který byl upraven a naladěn na výkon 94 koní (70 kW).
Navíc existovalo i 1500 TS Coupé, jehož unikátní design navrhl Giovanni Michelotti. Tyto specifické verze sedanu a kupé byly vyráběné také v Německu, ve městě Heilbronn, ve společnosti Neckar Automobil AG, dceřiné společnosti Fiat (dříve NSU-Fiat). Naopak německý závod vůbec nevyráběl „standardní” Fiat 1300 a Fiat 1500.

### Seat 1500
Přes své označení se nejedná o model Fiat 1500, ale Fiat 1500 L tedy vlastně Fiat 1800 s motorem Fiatu 1500. Vyráběl se v Barceloně, mezi roky 1960 a 1972 bylo vyrobeno celkem 183 652 kusů.

## Fotogalerie

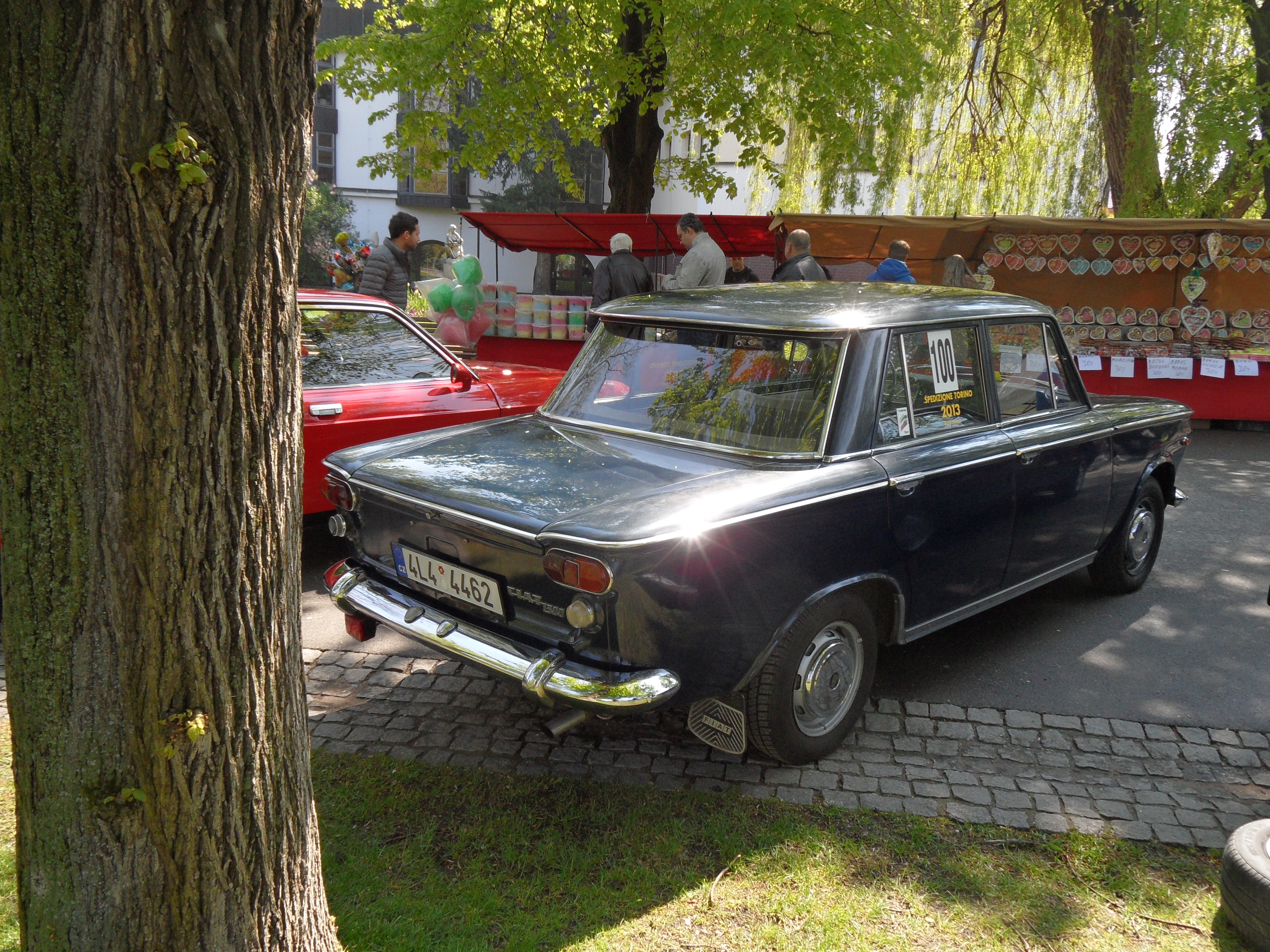
Fiat 1300 na Setkání italských vozů Poděbrady 2017
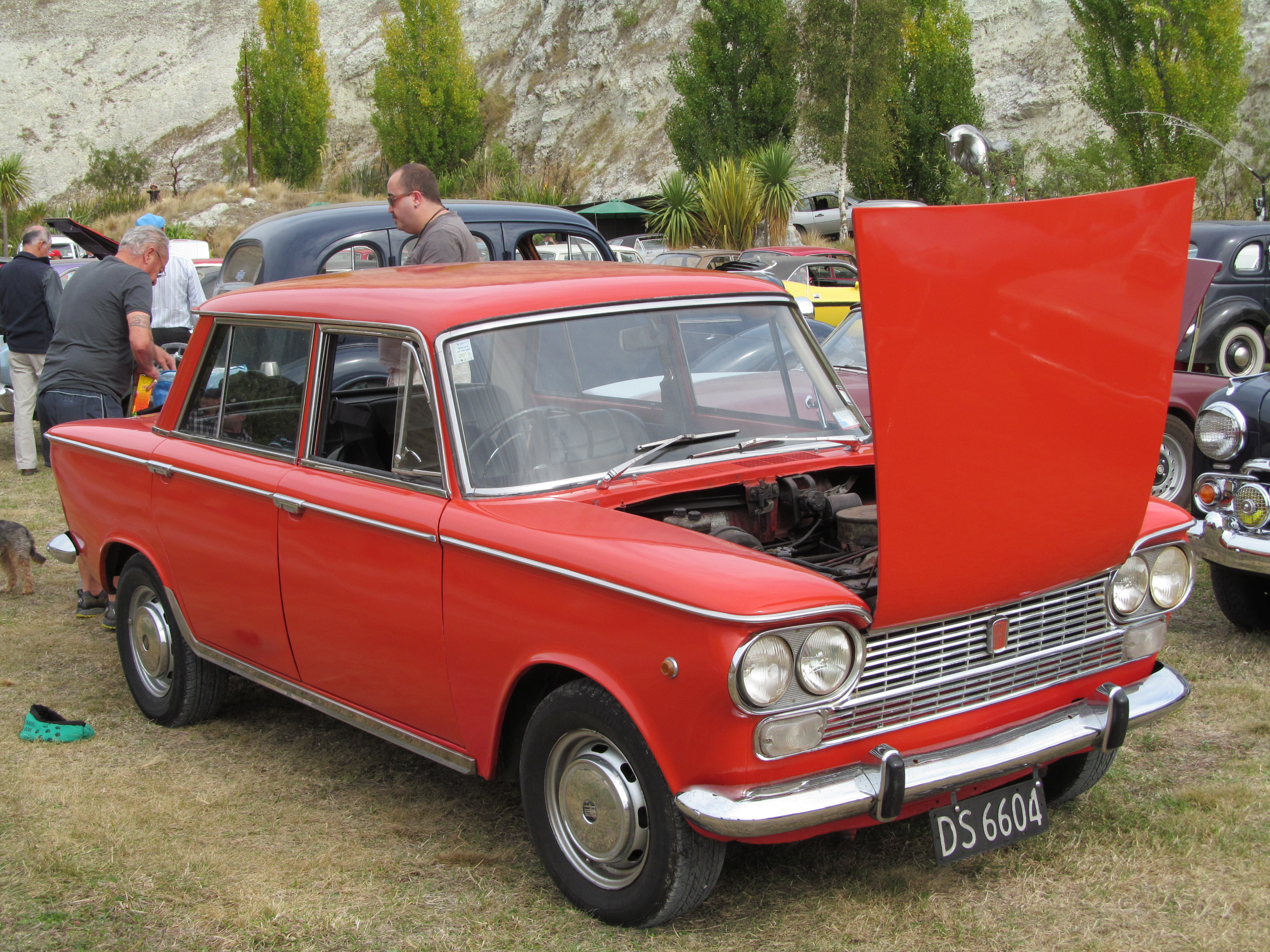
Fiat 1500 Crusader, 1965 (jméno jen pro Nový Zéland)
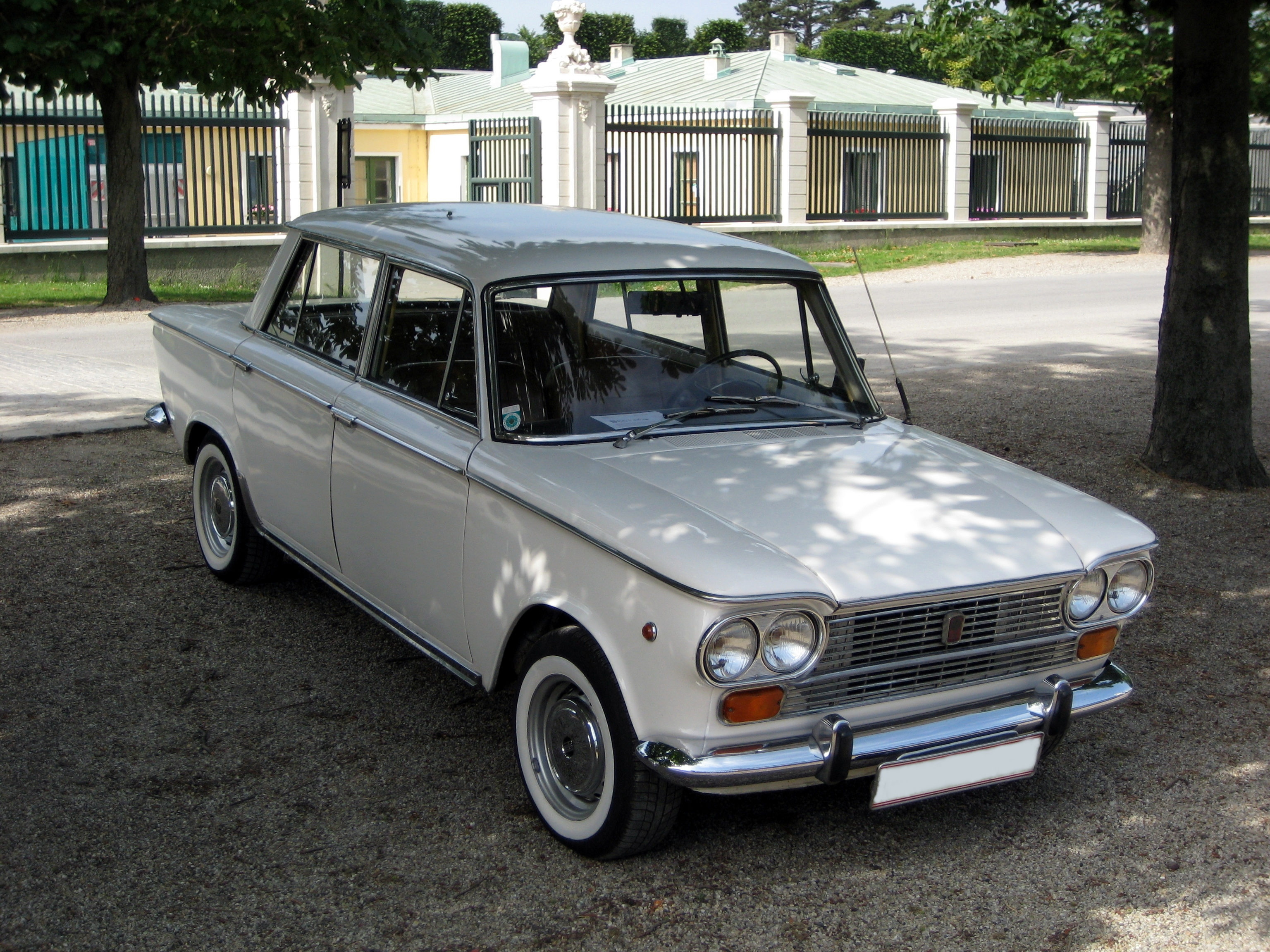
Fiat 1500 C
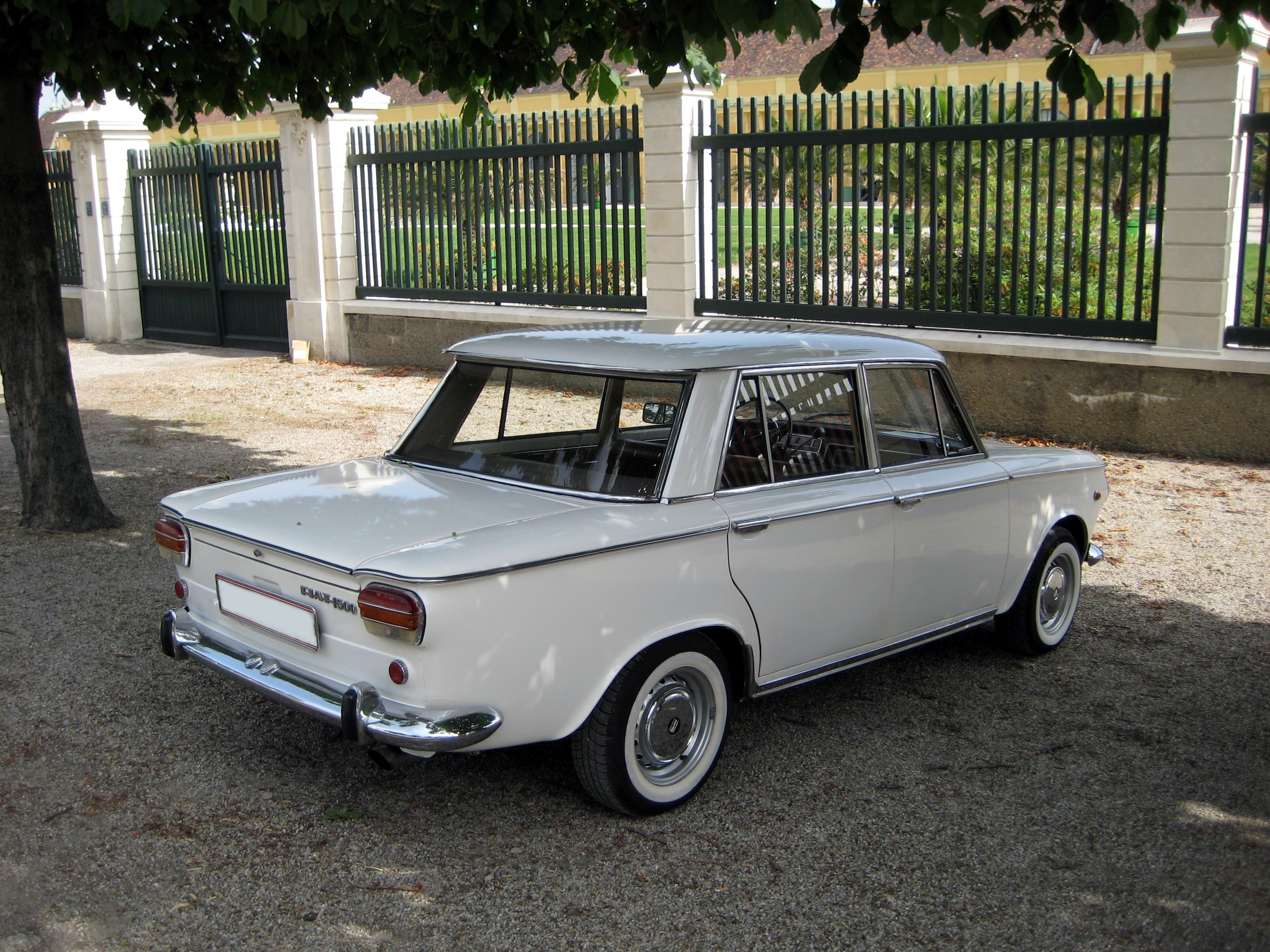
Fiat 1500 C
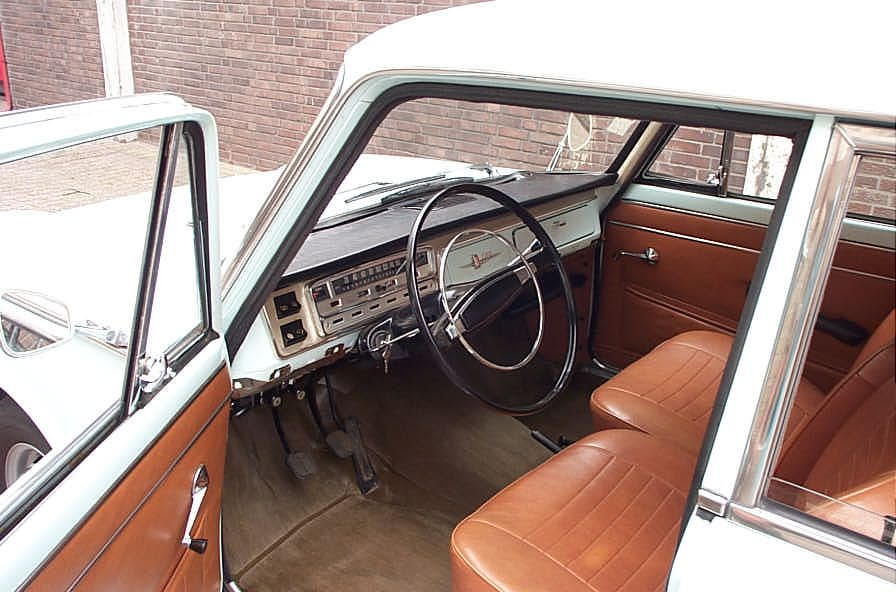
Interiér Fiat 1500 C (1966)
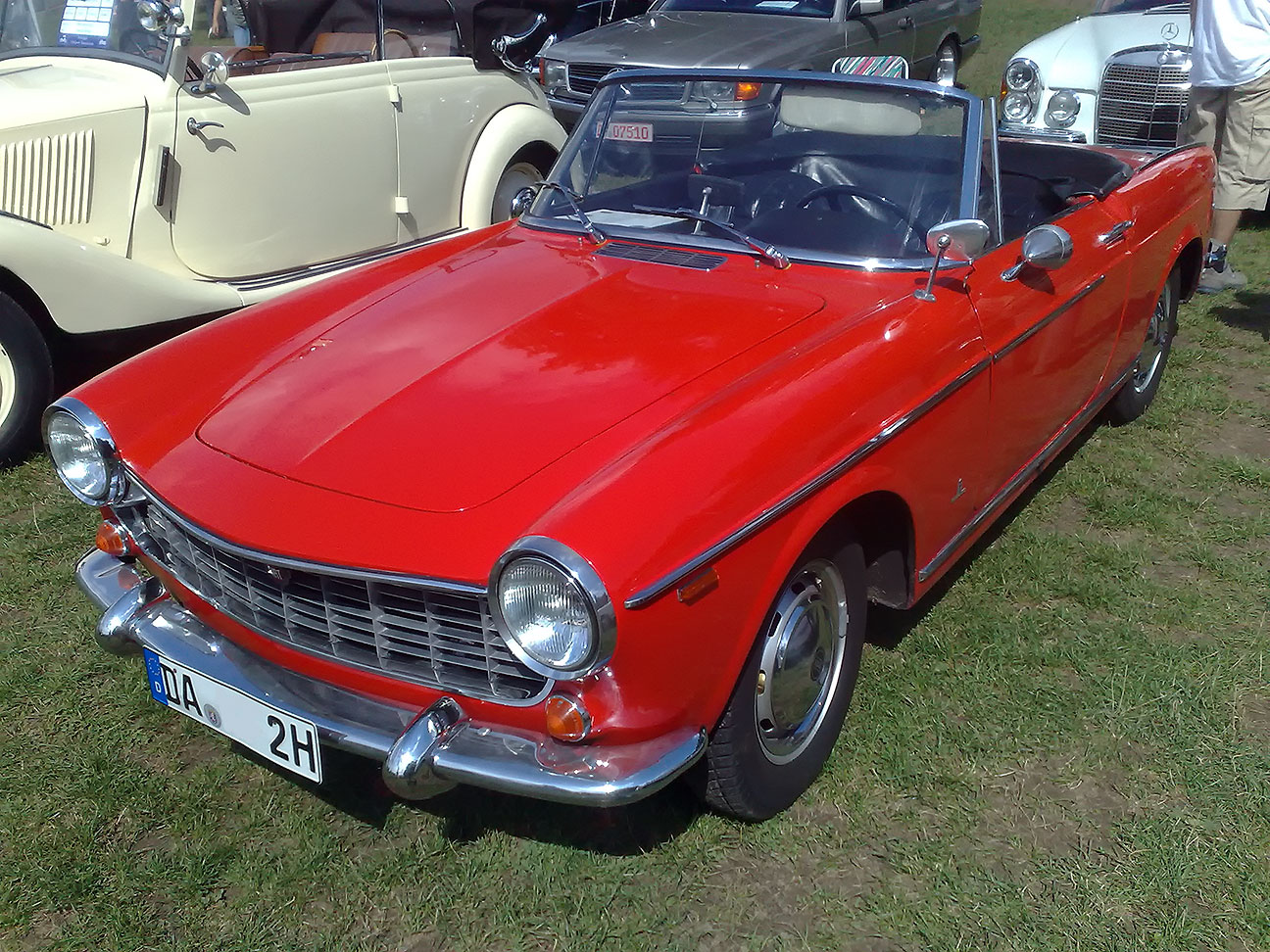
Fiat 1500 Cabriolet
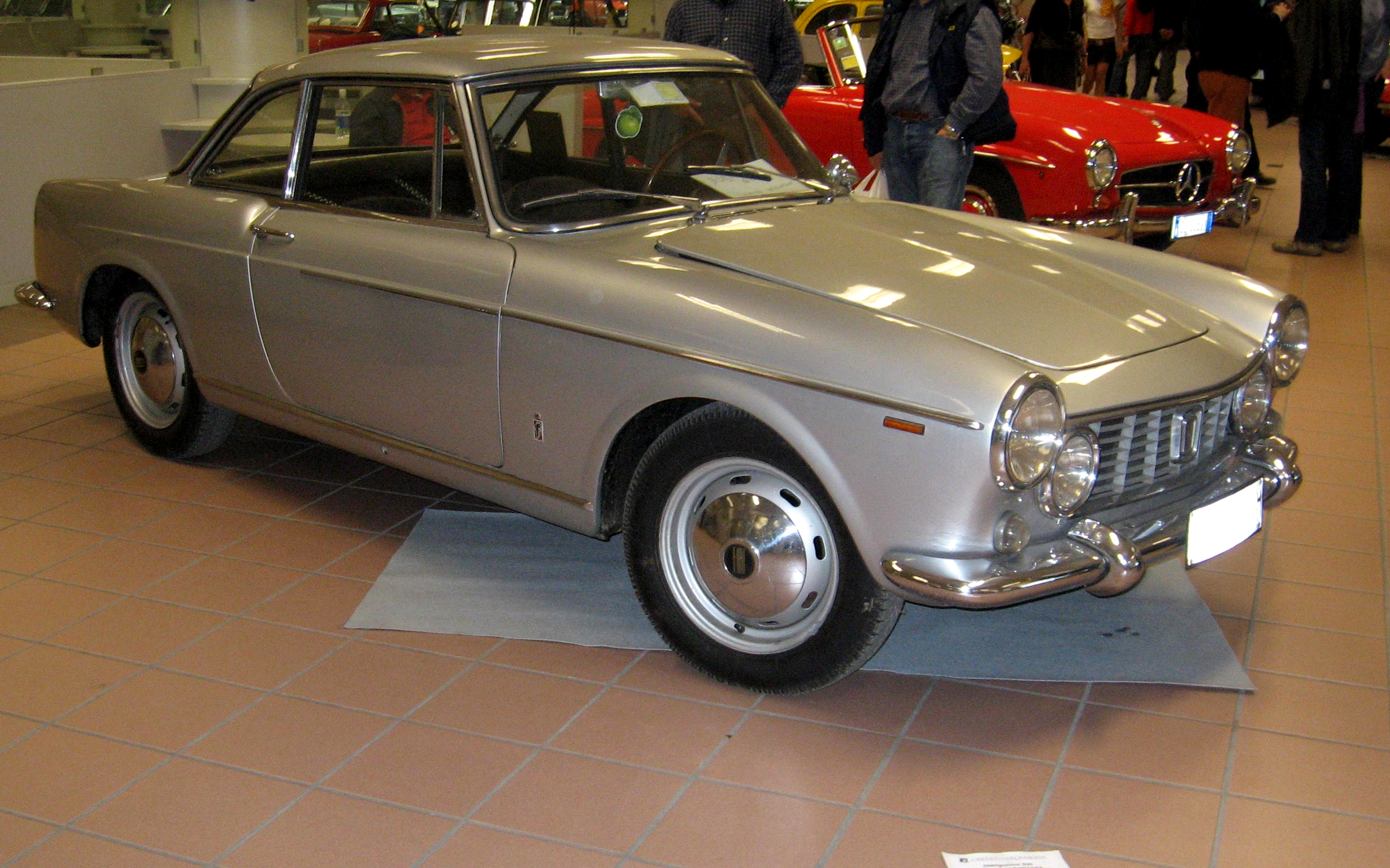
Fiat 1500 Coupé
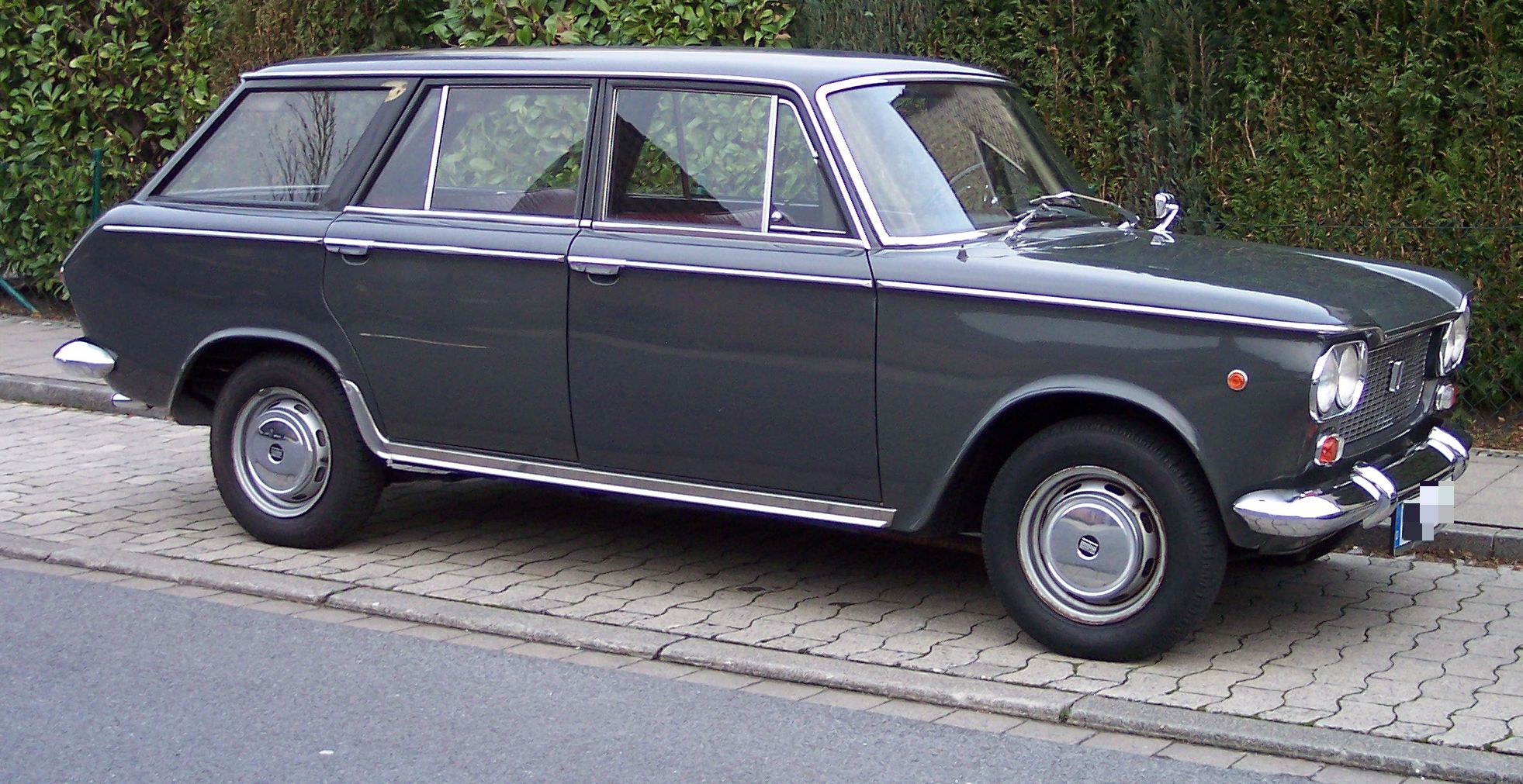
Fiat 1300 Familiare